# Scopula paludata
Scopula paludata là một loài bướm đêm trong họ Geometridae.